# Ministère du Budget (Guinée)
Le ministère du Budget est un ministère guinéen dont le ministre est Facinet Sylla.

## Titulaires depuis 2010
| Nom | Nom                      | Dates du mandat | Dates du mandat | Gouvernement(s)                                |
| --- | ------------------------ | --------------- | --------------- | ---------------------------------------------- |
|     | Mohamed Diaré            | 24/12/2010      | 15/01/2014      | Gouvernement Saïd Fofana (1)                   |
|     | Ansoumane Kondé          | 20/01/2014      | 26/12/2015      | Gouvernement Saïd Fofana (2)                   |
|     | Mohamed Lamine Doumbouya | 26/12/2015      | 17/05/2018      | Gouvernement Youla                             |
|     | Ismaël Dioubaté          | 26/05/2018      | 05/09/2021      | Gouvernement Kassory I Gouvernement Kassory II |
|     | Moussa Cissé             | 29/10/2021      | 20/08/2022      | Béavogui                                       |
|     | Lanciné Condé            | 20/08/2022      | 19/02/2024      | Bernard Goumou                                 |
|     | Facinet Sylla            | 19/3/2024       | En cours        | Bah Oury                                       |